# Ljetnikovac Capogrosso u Splitu
Ljetnikovac Capogrosso, ljetnikovac u Splitu, Kavanjinova 6. Zaštićeno je kulturno dobro.

## Opis
Sagrađen je u 18. stoljeću. Jednokatni ljetnikovac obitelji Capogrosso s kraja 18. st. građen je od kamena i ožbukan. Nekada je imao prostrani vrt koji se nije sačuvao. Krov je zadržao izvorni izgled s tri luminara na južnom pročelju, središnji luminar ukrašen je trokutastim kamenim zabatom i volutama uz doprozornike. Na južnom pročelju, povučenom od osi Kavanjinove ulice, je glavni ulaz s vanjskim stubištem. Između prozora prizemlja i prvog kata su dva ukrasa u obliku rozete upisane u kvadrat. Među splitskim baroknim ljetnikovcima, jedini je u svojim bitnim dijelovima ostao nepromijenjen od vremena gradnje.

## Zaštita
Pod oznakom Z-5057 zavedena je kao nepokretno kulturno dobro - pojedinačno, pravna statusa zaštićena kulturnog dobra, klasificiranog kao profana graditeljska baština .